# Gestingthorpe
Gestingthorpe est un village et une paroisse civile de l'Essex, en Angleterre.